# Agua Colorada, San Pedro Quiatoni
Agua Colorada är en ort i Mexiko.   Den ligger i kommunen San Pedro Quiatoni och delstaten Oaxaca, i den sydöstra delen av landet, 400 km sydost om huvudstaden Mexico City. Agua Colorada ligger 2 249 meter över havet och antalet invånare är 101.
Terrängen runt Agua Colorada är huvudsakligen kuperad, men åt nordväst är den bergig. Agua Colorada ligger uppe på en höjd som går i nord-sydlig riktning. Runt Agua Colorada är det glesbefolkat, med 11 invånare per kvadratkilometer. Närmaste större samhälle är San Pedro Quiatoni, 6,9 km sydost om Agua Colorada. I omgivningarna runt Agua Colorada växer i huvudsak blandskog.